# Марк Порцій Катон (консул 36 року)
Марк Порцій Катон (лат. Marcus Porcius Cato; ? — 38) — політичний діяч ранньої Римської імперії, консул-суффект 36 року.

## Життєпис
Походив з роду Порціїв Катонів. Про батьків нічого невідомо, нащадок Марка Порція Катона Молодшого. Був прихильником Луція Елія Сеяна. У 27 році став претором. У 28 році до н. е. сприяв Сеянові (разом з Луканієм Лаціаром, Петлілієм Руфом, Марком Опсієм) в усуненні впливового вершника Тітія Сабіна, якого зрештою було страчено. Незважаючи на свою близькість до Сеяна, Марк Порцій зберіг своє становище навіть після 31 року, коли Луція Елія було страчено.
У 36 році Катон став консулом-суффектом разом з Гаєм Веттієм Руфом. У 38 році став куратором водопостачання Риму. Втім цю посаду обіймав лише місяць, тому що був схоплений та страчений за наказом імператора Тиберія. Ймовірно через інтриги префекта преторія Макрона, який намагався відсторонити усіх колишніх прихильників Сеяна.